# 無河流國家列表
無河流國家列表列出所有沒有河流的國家及地區。

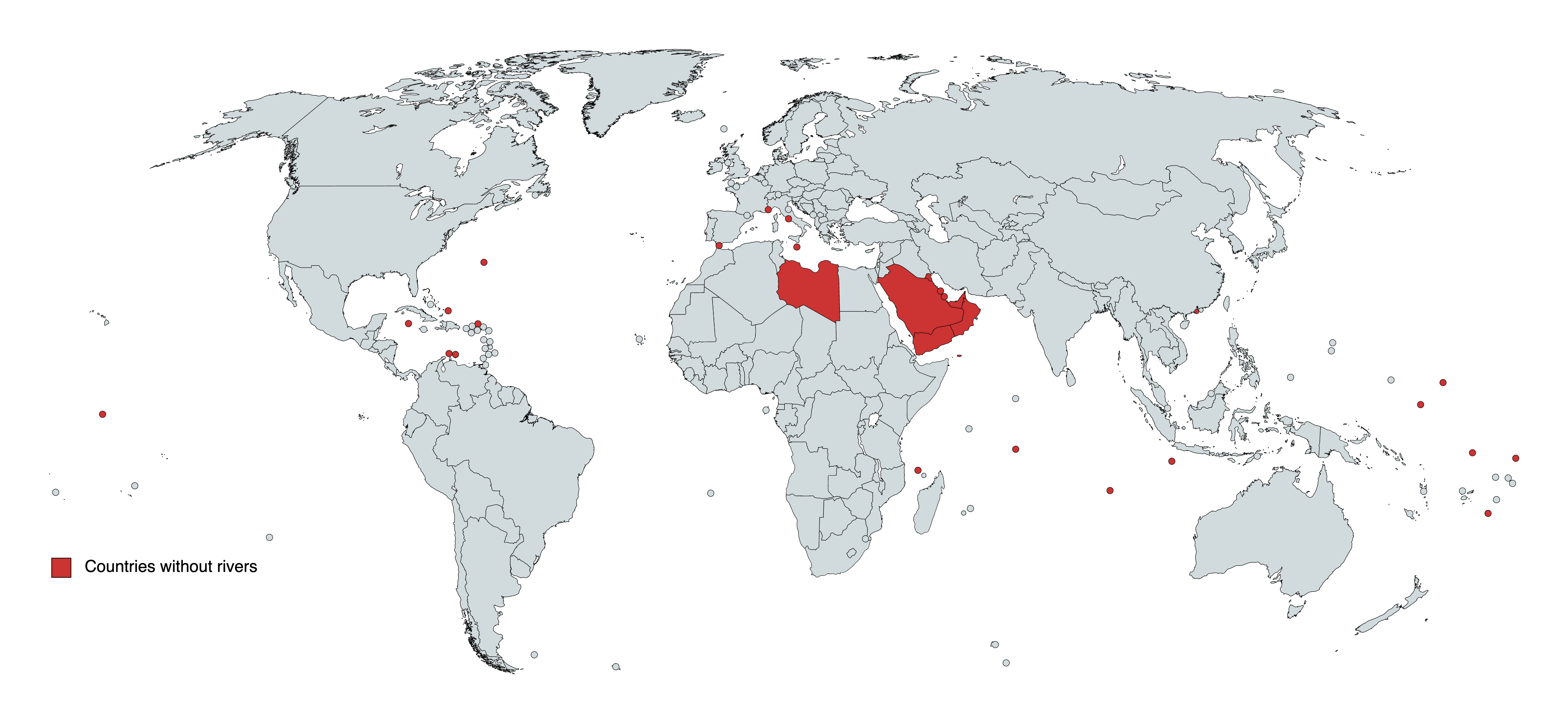
無河流國家地圖

這些國家或地區大多是小型島嶼國家，面積較小，無法形成河流。

## 主權國家
- 巴哈马
- 巴林[1]
- [2]
- （無常態性河流）
- 基里巴斯[3]
- 科威特（無常態性河流）
- 利比亞（無常態性河流）
- 馬爾地夫[4]
- 馬爾他（無常態性河流）
- 马绍尔群岛[5]
- 摩納哥
- 瑙鲁[6]
- 阿曼（無常態性河流）
- （無常態性河流）
- 沙烏地阿拉伯[7]（無常態性河流）
- [8]
- 阿联酋（無常態性河流）
- 梵蒂冈
- 葉門（無常態性河流）

## 屬地與其他特殊政區
- [9]
- 百慕大[10]
- 英屬印度洋領地
- 开曼群岛[11]
- 圣诞岛
- 科科斯（基林）群島
- 復活節島
- 直布罗陀[12]
- 纽埃
- 诺福克岛
- 皮特凯恩群岛[13]
- 法属圣马丁
- 托克勞

## 外部連結
- GEOnet Names Server（页面存档备份，存于）